# Jugoslavien i olympiska vinterspelen 1924
Jugoslavien deltog i olympiska vinterspelen 1924. Jugoslaviens trupp bestod av fyra idrottare, alla var män. Alla tävlade i längdskidåkning.

## Trupp
- Längdskidåkning
  - Zdenko Švigelj
  - Vladimir Kajzelj
  - Mirko Pandaković
  - Dušan Zinaja

## Resultat

### Längdskidåkning
- 18 km herrar
  - Zdenko Švigelj - 32
  - Vladimir Kajzelj - 34
  - Dušan Zinaja - 36
  - Mirko Pandaković - ?

- 50 km herrar
  - Dušan Zinaja - ?
  - Mirko Pandaković - ?
  - Zdenko Švigelj - ?